# جان هاوشیپ
جان هاوشیپ (انگلیسی: John Howship؛ ‏ ۱۷۸۱ – ۲۲ ژانویهٔ ۱۸۴۱) جراح اهل پادشاهی بریتانیای کبیر بود. وی استاد دانشکدهٔ پزشکی سنت‌جرج و عضو کالج سلطنتی جراحان انگلستان بود.
شهرت او به‌واسطهٔ توصیف «علامت هاوشیپ-رومبرگ» در مبتلایان به «فتق اوبتراتور» است. هاوشیپ از همکاران رابرت هوپر بود و روی تصاویر کتاب‌های هوپر کار می‌کرد. او همچنین به جان هوی‌ساید در برگزاری نمایشگاه‌های موزه‌اش کمک می‌کرد.
جان هاوشیپ در سال ۱۹۴۱ میلادی به‌دنبال ابتلا به یک دمل چرکی در ناحیهٔ پا درگذشت.